# Сражение при Лонгтане
Сражение при Лонгтане — наиболее известное сражение с участием австралийской армии во время войны во Вьетнаме, произошедшее в 1966 году.

## Сражение
Австралийский контингент в Южном Вьетнаме нёс ответственность за безопасность в провинции Фыоктуй (ныне — Бариа-Вунгтау) восточнее Сайгона. В ночь с 17 на 18 августа 1966 года главная австралийская база Нуйдат подверглась сильному миномётному обстрелу, в результате которого более 20 военнослужащих получили ранения. Утром 18 августа роте D 6-го батальона Королевского Австралийского полка было приказано найти позиции, с которых вёлся обстрел. В ходе прочёсывания местности брошенные позиции были обнаружены. Затем рота углубилась в каучуковую плантацию Лонгтан (вьет. Long Tân), следуя свежим следам, оставленным противником.
В 15 часов 40 минут австралийцы вступили в первый контакт с несколькими партизанами НФОЮВ. Через короткое время рота начала подвергаться миномётному обстрелу, а шедший на её правом фланге 11-й взвод был атакован многократно превосходящими силами противника. С этого момента взвод и вся рота вели ожесточённый бой за своё выживание: по официальным австралийским оценкам, против примерно 100 военнослужащих действовал усиленный 275-й полк НФОЮВ в составе 2500 человек. Австралийцы получали артиллерийскую поддержку из Нуйдат, а также некоторую поддержку американской авиации и двух австралийских вертолётов UH-1. Ситуацию серьёзно осложнил сильный тропический ливень. Через несколько часов после начала боя к роте D прибыла на бронетранспортёрах рота A, нанёсшая удар в тыл противнику. К наступлению темноты силы НФОЮВ отступили, и поле боя осталось за австралийцами.

## Исход

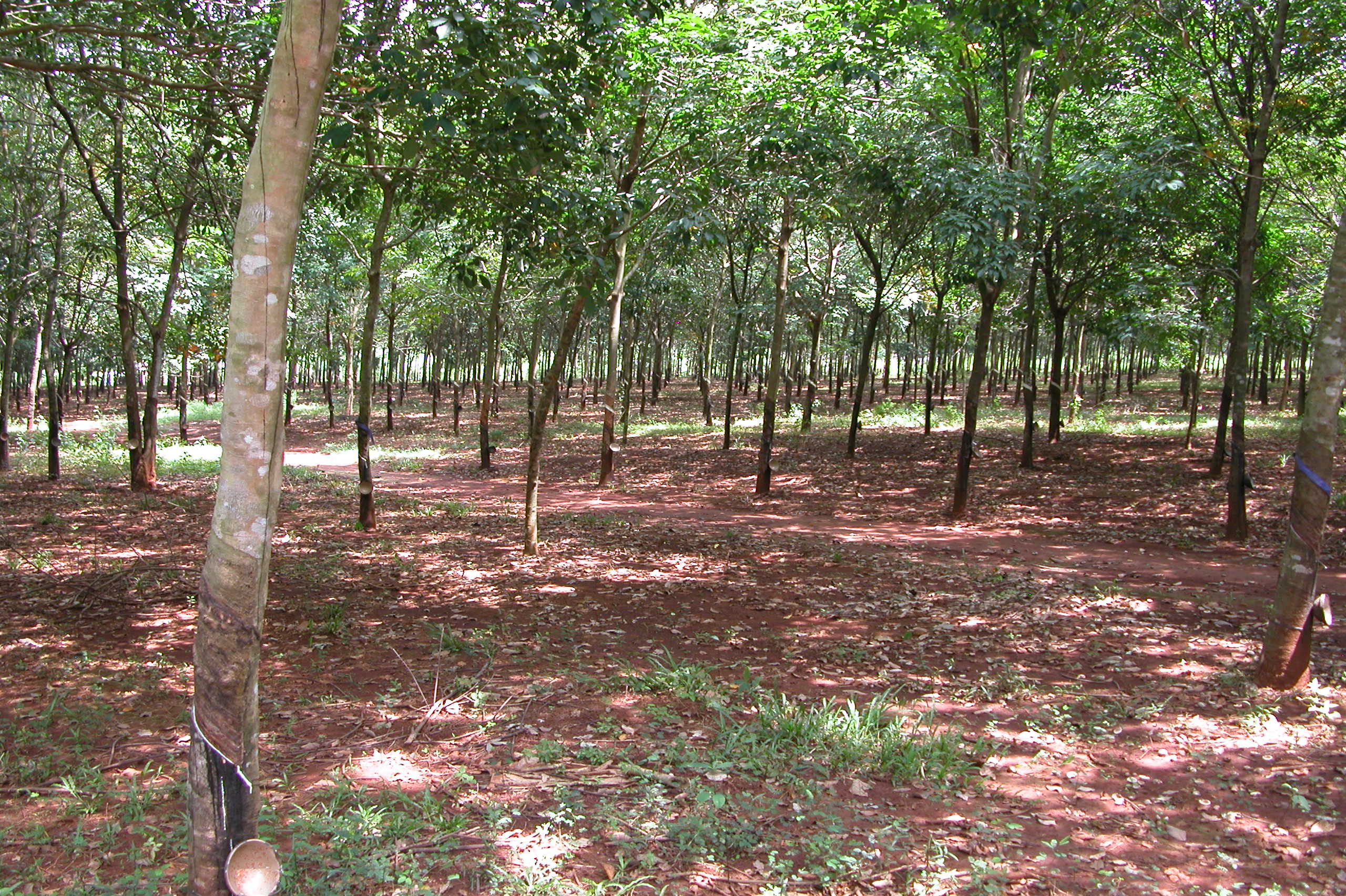
Каучуковая плантация Лонгтана в 2005 году

Сражение при Лонгтан считается победой австралийской армии. Непосредственно на поле боя было насчитано 245 тел погибших вьетнамских солдат, причём не все тела были подсчитаны, а неизвестное число убитых было эвакуировано вьетнамцами в ходе боя. Австралийские потери составили 18 человек убитыми и около 20 ранеными.
НФОЮВ и поддерживавший его Северный Вьетнам оспаривали исход боя. По их утверждениям, при Лонгтан был почти полностью уничтожен батальон «австралийских наёмников»; этой же точки зрения придерживаются современные вьетнамские исследователи, по данным которых, только погибшими австралийцы потеряли 500 человек и уничтожен 21 танк (всего во Вьетнамской войне погибло около 500 австралийцев, что подтверждается поименными списками, а первые австралийские танки появились во Вьетнаме только в 1968 году, через два года после сражения). Свои потери оцениваются в примерно 50 человек убитыми. Указывается, что австралийцы были намеренно выманены с базы и попали в подготовленную засаду. В то же время австралийские ветераны считают, что засады как таковой не было. Существует предположение, что 275-й полк случайно столкнулся с ротой D на пути к базе Нуйдат, которую намеревался атаковать. В 2006 году во время посещения австралийскими ветеранами Вьетнама бывший заместитель командира одного из батальонов НФОЮВ, участвовавших в бою, признал, что в военном плане Лонгтан был австралийской победой, но отметил, что политически в ней победили вьетнамцы, поскольку, по его мнению, сражение сыграло роль в росте антивоенных настроений в Австралии.

## Память

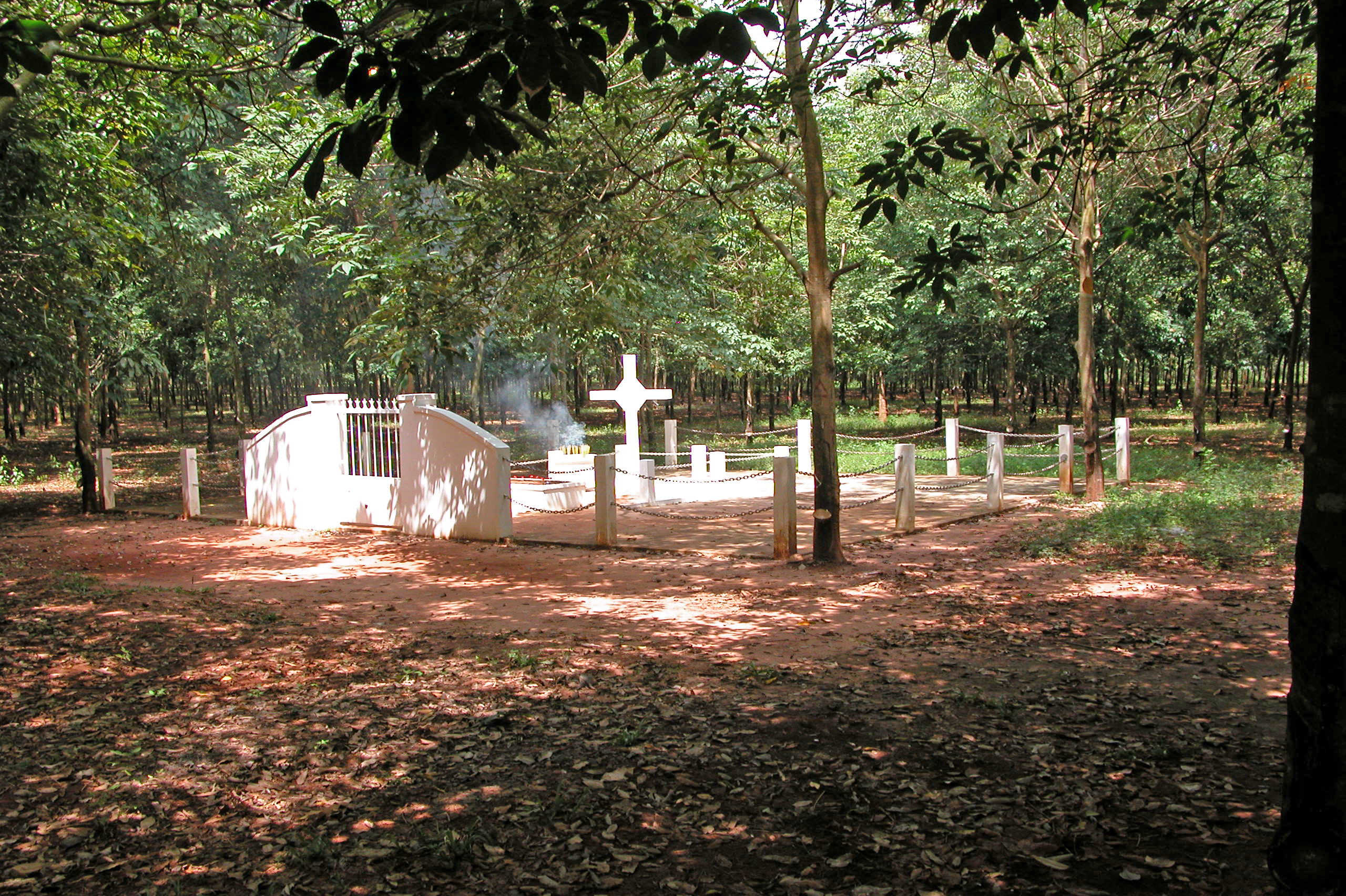
Австралийский мемориал на месте сражения. 2005 год

На месте сражения австралийцы установили бетонный крест в память погибших товарищей. Надпись на кресте гласит:

 IN MEMORY OF THOSE MEMBERS OF D COY AND 3 TP 1 APC SQN WHO GAVE THEIR LIVES NEAR THIS SPOT DURING THE BATTLE OF LONG TAN ON 18TH AUGUST 1966
  —ERECTED BY 6 RAR/NZ (ANZAC) BN 18 AUG 69

После победы Северного Вьетнама в войне крест был снесён, но в настоящее время памятник восстановлен.
Ежегодно 18 августа в Австралии отмечается День памяти ветеранов Вьетнама, также известный как День Лонгтан. Хотя австралийская армия участвовала ещё в нескольких достаточно крупных сражениях во Вьетнамской войне, сражение при Лонгтан остаётся наиболее известным.
В 2006 году, в Австралии, был снят фильм «The Battle of Long Tan», посвящённый этому бою.
В апреле 2019 года был анонсирован австралийский фильм режиссёра Крива Стендерса «Danger Close: The Battle of Long Tan», посвящённый этому бою. Релиз запланирован на 8 августа 2019 года.